# 滝

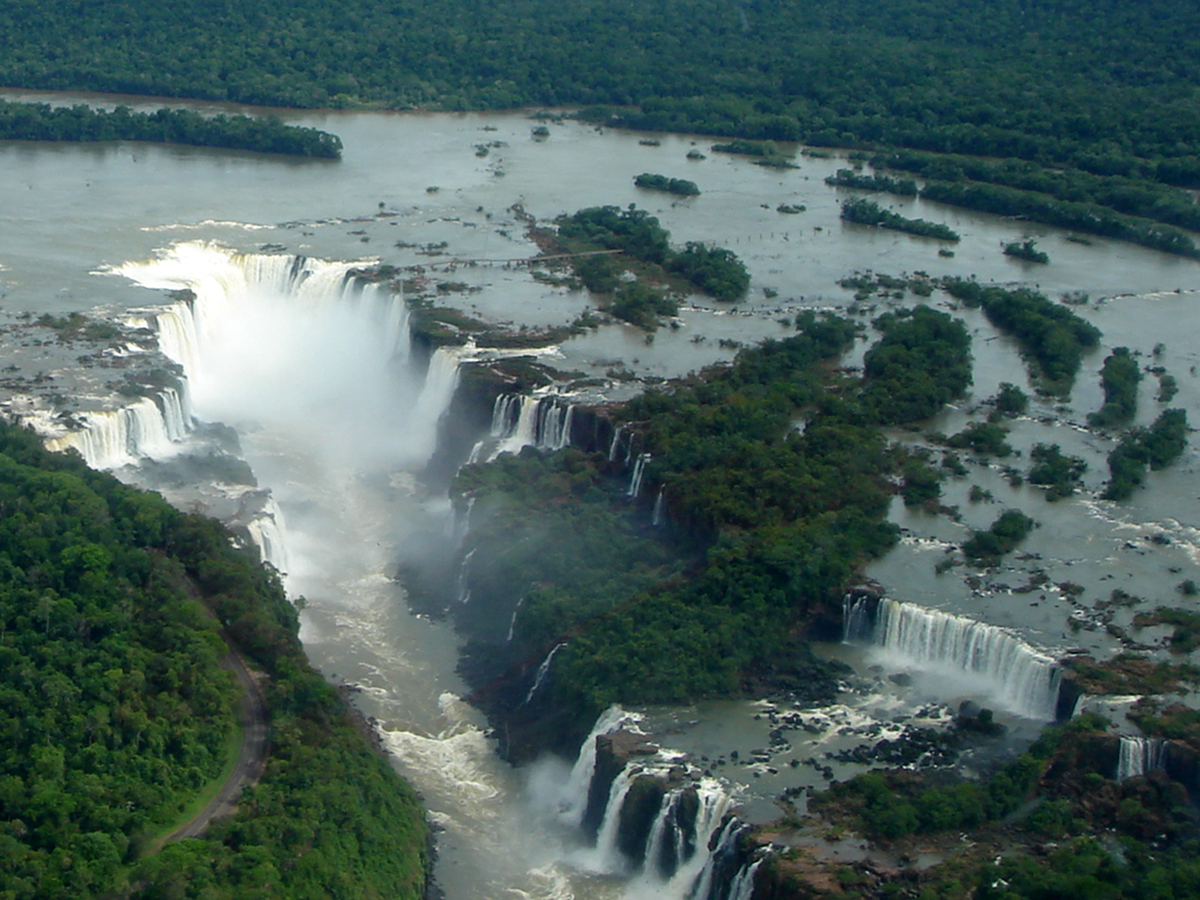
イグアスの滝、左に見えるのが「悪魔の喉笛」

滝（瀧、たき）とは、河川や湖の一部が段差になっているため、水が落下している場所を言う。瀑布（ばくふ）、飛瀑（ひばく）とも言う。なお、水の落下開始場所を滝口（たきぐち）と言い、水の落下点の水深が深くなっている場所を滝壺（たきつぼ）と言う。
日本においては、国土地理院の定めた定義によると、「流水が急激に落下する場所で落差が5メートル以上で、常時水が流れているもの」とされているが、歴史的に有名な滝や地理上の好目標となる滝については例外もある。

## 概説

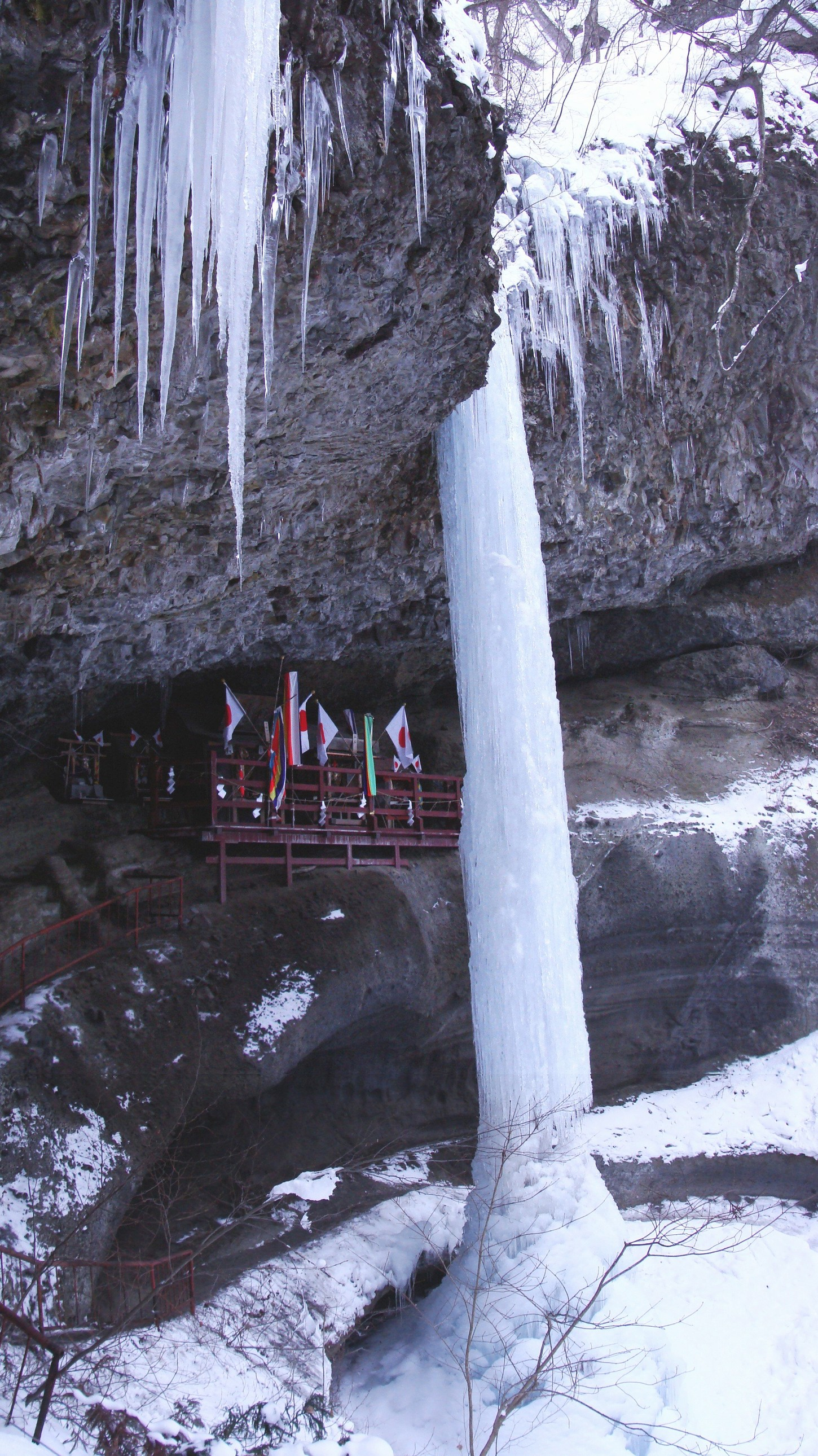
氷結した乳穂ヶ滝（青森県西目屋村）

万葉集の頃の「たき」は今日で言う「早瀬（川において流れが速い場所）」を指し、垂水（たるみ）が今日で言う「滝」をさしていた。
一部の滝は、侵食が速く、また川の流れが地殻変動で変わりやすい山岳地帯において生じる。このような場所にある滝は、同じ場所を長年に亘って水が流れたことによってではなく、衝上断層（逆断層）や火山活動などの突然の地質の変化によって形成される。
それに対して、多くの滝は、長年に亘って流れる水によって形成される。典型的には、岩石の地層を横切って流れる水流があると、侵食に強い岩脈部分が棚として残るのに対し、その先の侵食に弱い地層部分が削られて落ちる。結果、残った棚は落ちた部分に対して隆起した状態になる。
さらに月日が経過すると、棚の端が徐々に削られ滝は絶えず上流に移動していく。同時に多くの場合、侵食に強い棚に対し、その下の地層は弱い地層からなるため、棚の下の層が侵食され、滝の下では水のカーテンの後ろに洞窟状の窪みが形成される。
滝の上の水流は、堅い棚の上を流れるために流れは広く浅くなり、滝の直下は、落下によって勢いがついた水が地面を叩くために水溜まりができる。
諸説あるが、日本国内で名前のついた滝は約2,500 - 約15,000あるとされる。また、沢登り等の紹介本等で掲載されている遡行図に示されるような無名滝は多数存在し、それらも合わせるとその数倍の数の滝が存在する。沢登りの遡行図ではこれらの無名滝はFナンバーと呼ばれる番号で識別され、下流から源頭部に向かってF1、F2、F3、･･･というように名付けられる。
冬季に氷結し、巨大な氷柱となった滝を氷瀑（ひょうばく）という。
なお、中部地方などでは滝を「ぜん」、滝壺を「釜（かま）」と呼ぶ地域がある（雑魚川上流の大滝（おおぜん）など）。

## 分類

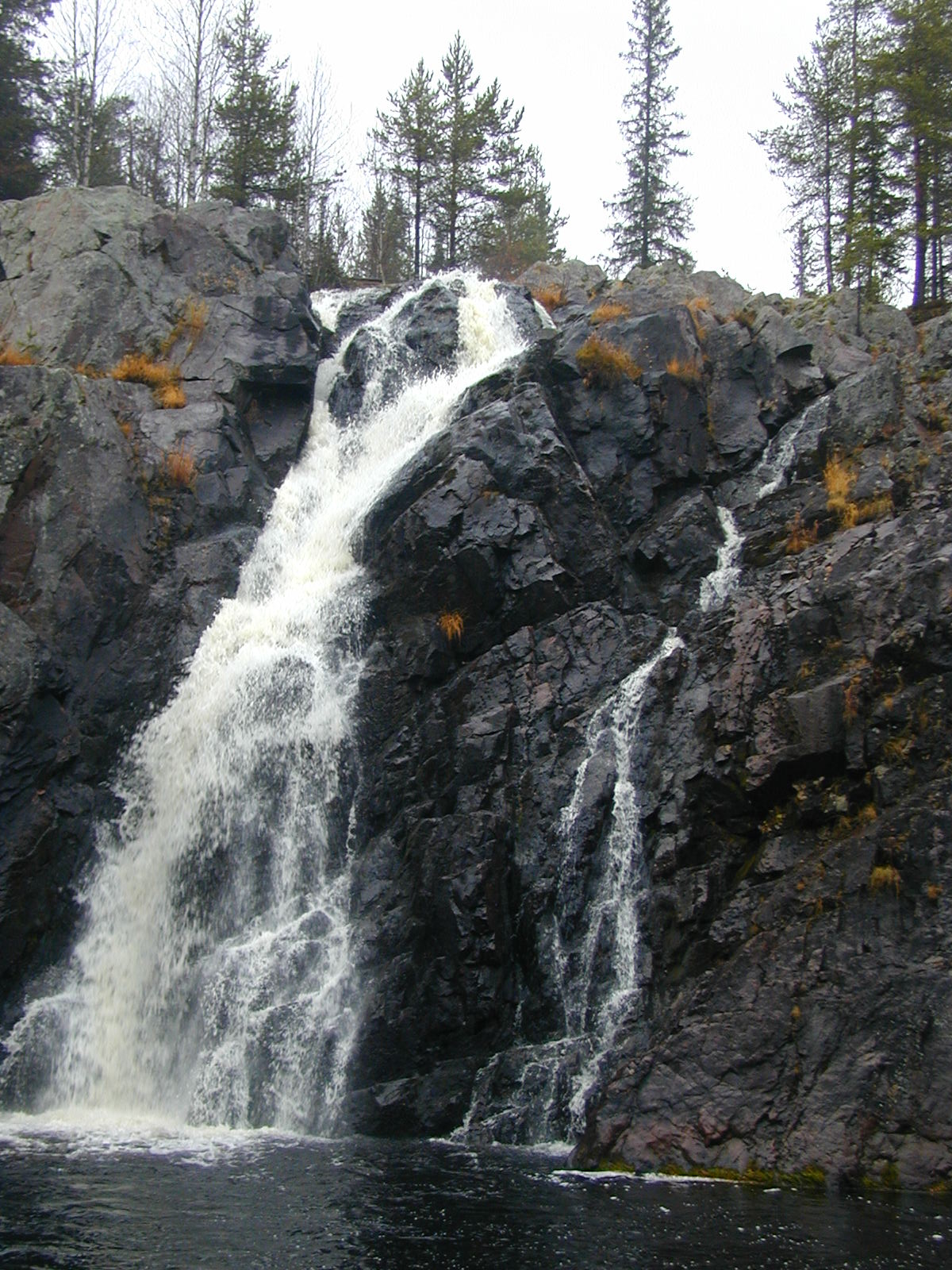
フィンランド、カイヌー,プオランカの滝

### 水量による分類
平均水量を対数で10段階に分類する。ナイアガラの滝は10、ヴィクトリアの滝は9、ライン滝は8、エンジェルフォールは7、ヨセミテ滝は6である。

### 形成別の分類
湧水型
洞窟の湧き水や泉が壁面に湧き出て、その段差として滝が形成される物。
溶岩遮断型
火山などの溶岩流により川がせき止められ、堰き止め湖とその出口として滝が形成される物。華厳滝など。
断層型
地震などの際に形成される断層のずれをきっかけとして形成される物。
浸食型
川が浸食を繰り返す際、川底の岩盤が表に出て滝を形成させる物。

## 滝の形状の呼び方
直瀑（ちょくばく）
落ち口から滝壷まで一気に落下する滝。名瀑と呼ばれるものが多い。
分岐瀑（ぶんきばく）
落ち口から幾重にも分岐して流れる滝。
段瀑（だんばく）
2段や3段、またはそれ以上の階層がある滝。
潜流瀑（せんりゅうばく）
水を通す地層と通さない地層が剥き出しになり、地下水が崖の途中より直接落ちて滝となる。
渓流瀑（けいりゅうばく）
滝口から傾斜した岩肌などの上を滑るようにして流れる滝で、ある程度の高低差があるものをいう。
海岸瀑（かいがんばく）
海岸の崖の上に滝口があり、海に直接落ちる滝をいう。

## 滝と生物
滝は最も激しい流れの渓流である。滝そのもので生活できる動物は、岩や石への吸着力に優れた吸盤を持つアミカの幼虫などに限られる。一方で滝壺のうち、落水が川底を長年抉って淵になった部分は魚が多く棲息する。水量が多く流れが緩やかであるうえ、水の深さと石や滝が起こす泡で身を隠しやすく、更に落下する昆虫などの餌を狙えるためである。滝下の淵は川釣りの好ポイントとされている。
落差や流速が大きく遡上が難しい滝は、魚類ごとの分布範囲を決める場合がある。特に源流へ近づく習性を持ち、泳いだり跳ねたりする力が強いイワナなどの渓流魚でも突破できない滝は、各地で「魚止め（魚留）の滝」と呼ばれる。魚の自然分布上は「魚止めの滝」であっても、その上流に魚が棲息できる水量や餌がある川では、地元住民や川漁師、釣り人、自然愛好家などが放流したイワナやヤマメなどが繁殖し、「魚止め」でなくなっている滝も多い。また豪雨などで川岸や川底が崩落して大きな滝ができ、魚が遡上できない滝が新たにできる場合もある。
このほか、ヘビのように体をくねらせて滝の裏や側壁を這い登るウナギ、腹部の吸盤で切り立った岩に密着しながら登れるボウズハゼやヨシノボリ類は、自力で滝より上流へ進出できる。
植生を見ると、滝は周囲の崖も「水の豊富な切り立った崖」という特殊な環境となり、例えばダイモンジソウなど独特の植物が生える。その他の滝周辺も多量の水滴が常時飛散するため、湿度の高い状態を好む植物に適した環境である。

## 文化的側面

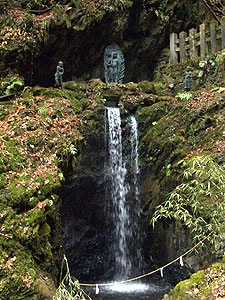
大悲の滝（栃木県）

滝はその景観が評価され、名所となる。観光化された場所も多い。宗教的な特別視をされる例もある。
- 滝行 - 滝の中に入って心身を清める修業方法。

## 世界の滝
| 地域     | 国名                  | 滝名                            | 全景 | 備考                                  |
| -------- | --------------------- | ------------------------------- | ---- | ------------------------------------- |
| 北米     | アメリカ合衆国 カナダ | ナイアガラの滝 (世界三大瀑布)   |      |                                       |
| 北米     | アメリカ合衆国        | ヨセミテ滝                      |      |                                       |
| 北米     | カナダ                | アサバスカ滝                    |      |                                       |
| 北米     | カナダ                | タカカウ滝                      |      |                                       |
| 北米     | カナダ                | ヴァージニア・フォールズ        |      |                                       |
| 南米     | アルゼンチン ブラジル | イグアスの滝 (世界三大瀑布)     |      |                                       |
| 南米     | ベネズエラ            | エンジェルフォール              |      |                                       |
| アジア   | 中国 · ベトナム       | 徳天瀑布                        |      |                                       |
| アジア   | 中国                  | 珍珠灘瀑布 （九寨溝）           |      |                                       |
| アジア   | 台湾                  | 烏来瀑布                        |      |                                       |
| アジア   | ラオス                | コーン滝 （コーンパペンの滝）   |      | 滝幅 世界一                           |
| 欧州     | スイス                | ライン滝                        |      |                                       |
| 欧州     | フランス              | ガヴァルニー滝                  |      |                                       |
| 欧州     | ラトビア              | ヴェンタ滝                      |      |                                       |
| 欧州     | ノルウェー            | セブンシスターズ                |      |                                       |
| 欧州     | アイスランド          | グトルフォス                    |      |                                       |
| アフリカ | ジンバブエ ザンビア   | ヴィクトリアの滝 (世界三大瀑布) |      |                                       |
| アフリカ | コンゴ民主共和国      | インガ滝                        |      | 流水量 世界一                         |
| アフリカ | アンゴラ              | カランドゥラ滝                  |      | アフリカでヴィクト リア滝に次ぐ大きさ |
| アフリカ | 南アフリカ共和国      | トゥゲラ滝                      |      | 落差 世界一                           |

その他にも白川義員らが選定した世界百名瀑もある。

## 日本三大名瀑
特に定説はないが、那智滝、華厳滝が入っているのが定番。あと1つには以下のような滝が挙げられている。
- 袋田の滝
- 秋保大滝
- 三条の滝
- 安倍の大滝
- 称名滝
- 白糸の滝（静岡県）
- 白水滝（岐阜県）
- 布引の滝（兵庫県）

また、日本三大神滝というものもあり、こちらは下記の三滝とされている。
- 那智滝
- 華厳滝
- 布引の滝（兵庫県）

その他にも、各地域ごとに三名瀑と謳われている滝がある。
- 飽海三名瀑（山形県） - 一の滝・二の滝、玉簾の滝、十二滝
- 越後三名瀑（新潟県） - 鈴ヶ滝、苗名滝、惣滝
- 日光三名瀑（栃木県日光市） - 華厳滝、霧降の滝、裏見滝
- 奥日光三名瀑（栃木県日光市） - 華厳滝、湯滝、竜頭の滝
- 南牧三名瀑（群馬県南牧村） - 三段の滝、象ケ滝、線ヶ滝
- 石川三名瀑（石川県） - 鶴ヶ滝、桶滝、姥ヶ滝
- 飛騨三名瀑（岐阜県） - 平湯大滝、乗政大滝、胡桃大滝
- 但馬三名瀑（兵庫県） - 猿尾滝、天滝、霧ヶ滝
- 奥豊後三名瀑（大分県） - 白水の滝、原尻の滝、沈堕の滝

## 日本の主な滝

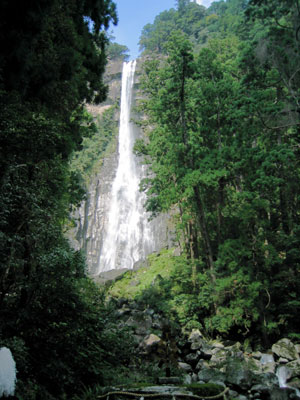
那智滝（和歌山県）

日本の主要な滝は、1990年（平成2年）に日本の滝百選に選定されている。
百選には選定されなかったが、百選の滝に匹敵する規模や特徴ある姿形の滝などを以下に挙げる。
| 滝名                        | 所在地           | 特徴                                                                |
| --------------------------- | ---------------- | ------------------------------------------------------------------- |
| カムイワッカ湯の滝          | 北海道斜里町     | 温泉水の滝で、滝壺が天然の露天風呂になっている                      |
| オンネトー湯の滝            | 北海道足寄町     | 形成中の酸化マンガン鉱床が天然記念物                                |
| 七折りの滝                  | 岩手県花巻市     | 滝水が岩にあたって跳ねる「跳ね滝（ヒョングリ）」の代表              |
| 川原毛大湯滝                | 秋田県湯沢市     | 強酸性温泉が流れ落ちる                                              |
| 九階滝                      | 秋田県北秋田市   | 9段の秘瀑、到達困難ガイド必要                                       |
| 二天の滝                    | 秋田県仙北市     | 湯渕沢上流の落差60mの滝、到達困難ガイド必要                         |
| 梅花皮の滝                  | 山形県小国町     | 7段270m、世界百名瀑の1つ                                            |
| 平滑の滝                    | 福島県檜枝岐村   | 日本一の渓流瀑(全長500m)                                            |
| 赤岩滝                      | 栃木県日光市     | 落差70mの段瀑、到達困難                                             |
| 竜頭の滝                    | 栃木県日光市     | 長さ210mの渓流瀑                                                    |
| 雲龍瀑                      | 栃木県日光市     | 落差160mの段瀑、氷瀑で有名                                          |
| 竜化の滝                    | 栃木県那須塩原市 | 落差60mの三段瀑                                                     |
| 越後沢右俣大滝              | 群馬県みなかみ町 | 5段300m利根川上流にあり、別名は八百間の大滝                         |
| 越後沢中俣大滝              | 群馬県みなかみ町 | 落差200m右俣大滝の近くにあり、別名は幻の大滝                        |
| 殺人の滝                    | 群馬県中之条町   | 落差は15mだが滝水が岩にあたって跳ねる「跳ね滝（ヒョングリ）」が有名 |
| 粟又の滝                    | 千葉県大多喜町   | 落差30m、長さ100mの渓流瀑                                           |
| 両門の滝                    | 山梨県山梨市     | 落差30mの２本のナメ滝が左右から合流する                             |
| 田原の滝                    | 山梨県都留市     | アクセスが容易な、数段の滝                                          |
| 吐竜の滝                    | 山梨県北杜市     | 落差10mの段瀑                                                       |
| 富士頂上瀑                  | 山梨県・静岡県   | 時期限定ながら、日本最高所(3670m)の氷瀑                             |
| ハンノキ滝                  | 富山県立山町     | 雪解け時など時期限定ながら総合落差日本一の巨瀑(落差497m)            |
| 剱沢大滝                    | 富山県立山町     | 十字峡にある10段134mの秘瀑。幻の大滝といわれる                      |
| 百四丈滝                    | 石川県白山市     | 落差90m以上は、裏見の滝としては日本最大規模                         |
| 御嶽山 (長野県)・シン谷の滝 | 岐阜県下呂市     | 落差10m。日本最高所(2800m)の滝                                      |
| 養老の滝                    | 岐阜県下呂市     | 落差32m。この地を行幸した元正天皇によって元号が養老に制定された     |
| 鼻白の滝                    | 和歌山県新宮市   | 落差83mの段瀑（一ノ滝が落差45m、二ノ滝が落差38m）                   |
| 宝竜滝                      | 和歌山県新宮市   | 落差105mの段瀑（一ノ滝が落差51m、二ノ滝が落差54m）                  |
| 霧ヶ滝                      | 兵庫県新温泉町   | 落差70mの2段瀑                                                      |
| 七種の滝                    | 兵庫県福崎町     | 落差72mの段瀑                                                       |
| 羊ヶ滝                      | 兵庫県宍粟市     | 落差70mの段瀑                                                       |
| 扁妙の滝                    | 兵庫県神河町     | 落差65mの段瀑                                                       |
| 布滝                        | 兵庫県養父市     | 落差65mの段瀑                                                       |
| 瀞川不動滝                  | 兵庫県香美町     | 落差60mの直瀑                                                       |
| 赤滝                        | 兵庫県新温泉町   | 落差65mの段瀑（上段が二条、下段が一条、落差100mとも）               |
| 千丈滝                      | 鳥取県琴浦町     | 落差110mの雄滝と落差90mの雌滝                                       |
| クソギの大滝                | 鳥取県若桜町     | 落差50mの滝                                                         |
| 千丈滝                      | 鳥取県鳥取市     | 落差80mの滝                                                         |
| 布滝                        | 岡山県津山市     | 総落差50mの段瀑                                                     |
| 鳴滝                        | 徳島県つるぎ町   | 総落差85mの段瀑                                                     |
| アメガエリの滝              | 高知県土佐町     | 落差30mの二段の滝                                                   |
| 竜門の滝                    | 大分県九重町     | 落差20m、幅40mの段瀑                                                |
| 五老ヶ滝                    | 熊本県山都町     | 落差50mで断崖や滝壺も広く、矢部四十八滝中最大級の滝である。         |
| 鵜の子滝                    | 熊本県山都町     | すぐ上流・上側にある鷹滝とあわせて二段滝になっている。              |
| うのこの滝                  | 宮崎県五ヶ瀬町   | 滝壺の広さが5000平方メートルある                                    |
| 曽木の滝                    | 鹿児島県伊佐市   | 幅210mは、滝幅で日本一                                              |

その他にも、旭原ダムによって、ほとんどが消滅した(大源太)四十八滝（新潟県湯沢町）、1994年に位置が確定された桧沢の滝（ひのきざわのたき、北海道北斗市）がある。